# Afrosmilus
Afrosmilus is een geslacht van uitgestorven katachtige roofdieren uit de familie Barbourofelidae. Dit dier leefde tijdens het Vroeg-Mioceen in Afrika en Eurazië.
Afrosmilus was met het formaat van een lynx veel kleiner dan zijn latere verwanten en ook de hoektanden waren nog slechts licht verlengd.
Afrosmilus africanus leefde in het Vroeg-Mioceen in oostelijk en zuidelijk Afrika met fossiele vondsten in Kenia en Namibië. Aan het einde van het Vroeg-Mioceen migreerde Afrosmilus via een ontstane landbrug naar Eurazië. Hier ontwikkelde zich Afrosmilus hispanicus, bekend van fossielen uit Spanje.